# The GazettE
the GazettE, bis 2006 Gazette (ガゼット, gazetto von Cassette), ist eine japanische Rockband, die 2002 gegründet wurde. Sie tritt im Visual-Kei-Stil auf.

## Bandgeschichte

### 2002: Gründung und Anfänge
2002 wurde Gazette von Ruki, Uruha, Reita (alle drei ex-Ma'die Kusse und ex-Kar+te=zyAnose), Aoi und Yune (beide ex-Artia) gegründet.
Die Single 別れ道 (Wakaremichi) wurde im April desselben Jahres, gleichzeitig mit ihrem ersten Videos Senchimentaru Video und センチメンタルな鬼ごっこ (Sentimental Onigokko), veröffentlicht. Wenige Monate später, im Oktober 2002, erschienen unter dem Label Matina die Singles 鬼畜教師（32才独身）の悩殺講座 (Kichiku Kyoushi -Dokushin 32-sai Dokushin- no nousatsu kouza) und Gozen 0-ji no Trauma Radio sowie das Video titre non défini.

### 2003: Neuer Schlagzeuger und erste Auftritte
Zu Beginn des Jahres 2003 verließ der Schlagzeuger Yune die Band und wurde bereits im Februar durch den Ex-Mareydi†Creia-Drummer Kai ersetzt. Im März 2003 nahm das Label PS Company Gazette unter Vertrag, wo sie ihre erste EP Cockayne Soup veröffentlichten.
Die erste richtige Tour starteten sie im Mai zusammen mit der Band Hanamuke, mit welcher sie auch zwei Songs schrieben. Die zweite Tour unternahmen sie mit der Band Vidoll. In der Folge erschienen sie auf dem Titelbild der Musikzeitschrift Cure.
Anfang Dezember gaben sie ein Two-Man-Show zusammen mit Deadman. Sie traten auch auf dem Musikevent Beauti-fool’s Fest '03 der Zeitschrift Fool’s Mate zusammen mit MUCC, Merry, Miyavi, D’espairsRay, Deadman, Gullet und Daigo☆Stardust auf.

### 2004: Aufstieg und erstes Album
Ihr erstes großes One-Man-Konzert gaben Gazette am 16. Januar 2004, welches am 28. April 2004 als DVD unter dem Namen Tokyo saihan ~JUDGMENT DAY~ 2004.1.16 SHIBUYA-AX LIVE DVD veröffentlicht wurde. An diesem Tag eröffnete außerdem ihr offizieller Fanclub.
Am 30. März veröffentlichten sie ihr erstes Mini-Album MADARA, welches es bis auf Platz 2 der Oricon Indie Charts schaffte. Im Mai wurde die DVD Madara veröffentlicht, auf welcher 6 Musikvideos sowie das Making-of der Songs und des gleichnamigen Mini-Albums zu sehen waren. Im selben Monat wurde Gazette im Shoxx-Magazin vorgestellt, welches sich auf japanische Visual-Kei-Bands spezialisiert hat. Der Aufstieg der Band schien unaufhaltsam und so veröffentlichten sie am 25. August 2004 ihre DVD Heisei Banka.
Im September und Oktober waren sie mit Kra und Bis auf einer weiteren Tour und brachten am 13. Oktober ihr erstes Album Disorder heraus, welches es bis auf Platz 5 der Oricon Daily Charts schaffte. Der Jahreswechsel wurde von intensiven Touren begleitet.

### 2005–2006: NIL und Nameless Liberty Six Guns
Am 9. März 2005 brachten Gazette die Single Reila in drei Versionen heraus: [reila] Lesson. G, [reila] Lesson. O und [reila] Lesson. D. Die ersten beiden Versionen beinhalten zwei Songs und einen Bonus-Song, auf der dritten befindet sich das Making of des PVs an Stelle eines Extra-Songs. Am 3. August 2005 wurde die EP 蛾蟇 (Gama) veröffentlicht, und im Dezember die Single Cassis. Im Oktober erschien das erste Photobook der Band, Verwelktes Gedicht, dessen Bilder passend zum deutschen Namen auf der Riegersburg in Österreich aufgenommen worden waren. Auch das Musikvideo der Single Cassis wurde dort gedreht.
Das Jahr 2006 begann mit einer Änderung: Der Bandname wurde von nun an nur in romanisierter Schrift geschrieben und von Gazette (ガゼット) in the GazettE gewechselt. Laut Sänger Ruki hatte das ausschließlich optische Gründe, der Schriftzug solle für den Betrachter wie ein Logo wirken. Dazu gab es am 8. Februar das zweite Album NIL sowie eine dazugehörige Tour, welche standesgemäß mit einem Abschlusskonzert im Nippon Budōkan endete.
Am 29. und 30. Juli 2006 gaben Gazette ihr erstes Konzert in Europa in Bonn, wo zur gleichen Zeit die Anime-Convention AnimagiC stattfand. Bereits zwei Monate zuvor, am 29. Mai 2006, erschien auch erstmals ihr Album NIL in Europa.

### 2007–2009: Stacked Rubbish und DIM
Drei weitere Singles wurden veröffentlicht, bevor ein weiteres Studioalbum, Stacked Rubbish, in den Läden stand. Es erreichte Platz 3 der Oricon-Charts. Dem Album folgte eine Promo-Tour von Juli bis September. Im Oktober 2007 starteten sie eine Europa-Tour durch England, Finnland, Frankreich und Deutschland, wo sie unter anderem auch nach Berlin, Köln und München kamen. Die Konzerte in Finnland und ein paar in Deutschland waren nach kurzer Zeit ausverkauft.
Am 13. Februar 2008 wurde die Single 紅蓮 (Guren) veröffentlicht, welche auf Platz 3 der Oricon-Ränge landete. Im November folgte Leech, welche Rang 2 erreichte. 2008 wurde auch die One-Man Tour From the Distorted City durchgeführt. Am 15. November wurde ein „Geheimauftritt“ im Shinjuku Station abgehalten. Statt der erwarteten 250 Personen kamen über 7000, so dass die Japanische Polizei die Veranstaltung abbrechen musste. Am 25. März 2009 wurde die Single Distress and Coma veröffentlicht, im Sommer das vierte Album DIM, welches erstmals simultan in Japan und Europa veröffentlicht wurde. Daran schloss sich eine mehrmonatige Tour durch Japan an, welche in der Saitama Super Arena endete. Die Single Before I Decay kam am 7. Oktober 2009 in die Plattenläden.

### Seit 2010: The End of Stillness, Toxic
Nach einem Weihnachts Konzert Ende des Jahres 2009 im Tokyo Big Sight war es bis zur im März beginnenden Fan-Club-Tour recht ruhig um die Band geworden. Nach Ende der einmonatigen Tour durch ganz Japan in ungewohnt kleinen Hallen, verkündete die Band umgehend weitere Pläne. Demnach erschien am 21. Juli eine Single, einen Monat später eine neue Musikvideo-Sammlung, und es wurde eine größere Tournee angekündigt.
Am 21. Juli 2010, einen Tag vor dem Tour-Auftaktkonzert im Nippon Budōkan, erschien die Single Shiver. Das Lied ist das erste Stück der Band, das in einem Anime, Kuroshisuji II, verwendet wurde.
Während der Tournee „Nameless Liberty Six Bullets -01-“ und dem Auftritt in Kochi, verlor der Sänger Ruki seine Stimme und wurde nach einer Untersuchung mit einer virulenten Stimmbandentzündung diagnostiziert. Eine Reihe von Auftritten musste daraufhin verschoben werden.
Am 22. September 2010 wurde die Single Red veröffentlicht, im Dezember folgte die Single Pledge. Im April 2011 erschien die Live-DVD The Nameless Liberty at 10.12.26 Tokyo Dome, welche das Tour-Finale im Tokyo Dome enthält. Die Single Vortex wurde im Mai veröffentlicht. Im August traten Ruki und Aoi beim Peace&Smile Carnival 2011 7 Days auf. Ruki spielte mit seiner Session-Band LU/V und Aoi mit der Session-Band aoi with bon:cra-z. Außerdem traten Gazette beim Summer Sonic 2011 am 13. August in Tokio und am 14. August in Osaka auf. Die neue Single Remember the Urge erschien am 31. August 2011, das neue Album Toxic ist am 5. Oktober veröffentlicht worden. Am 10. Oktober 2011 startete ihre Live Tour 11 Venomous Cell, die sie ein weiteres Mal durch Japan führte.
Während der Fanclub früher ein Teil des PSC Global Fanclubs war, löste sich dieser auf und seit 2013 ist es möglich sich im separaten Heresy Fanclub anzumelden. Dieser umfasst nur die Band und nicht, wie sonst, alle Bands der PS Company. Auch für internationale Fans wurde ein Anmeldeportal eingerichtet.

## Stil
Der Stil von the GazettE variiert stark, orientiert sich aber meist am Rock. Sonst ist von Heavy Metal (Ogre), Alternative Metal (体温(Taion), The Invisible Wall), Funk Rock (Silly God Disco, Swallowtail on the Death Valley), Hard Rock (LEECH, Hyena) und Metalcore (Maggots, Discharge, Headache Man) alles dabei. Die Musik macht stark von Synthesizern Gebrauch, auch weibliche Backing Vocals wie in Filth in the Beauty kommen vor. Balladen wie 泣ヶ原(Nakigahara), 紅蓮 (Guren) und Cassis sind ebenfalls im Repertoire enthalten. In neueren Alben (Toxic, Division, Beautiful Deformity) lässt sich auch ein recht elektrolastiger Sound wiederfinden.
Auffällig am Erscheinungsbild der Bandmitglieder ist ihr androgynes Auftreten, ihre Kostümierung und ihre Frisuren, was sie zu einer der populärsten Bands der Visual-Kei-Szene macht.

## Diskografie

### Alben
| Jahr | Titel                                                                   | Höchstplatzierung, Gesamtwochen, AuszeichnungChartsChartplatzierungen (Jahr, Titel, Platzierungen, Wochen, Auszeichnungen, Anmerkungen) | Anmerkungen |
| Jahr | Titel                                                                   | JP | Anmerkungen |
| ---- | ----------------------------------------------------------------------- | --- | ----------- |
| 2003 | Cockayne Soup                                                           | JP99 (2 Wo.)JP |             |
| 2003 | Akuyuukai                                                               | JP100 (1 Wo.)JP |             |
| 2003 | Spermargarita                                                           | JP78 (2 Wo.)JP |             |
| 2003 | Hankou Seimeibun                                                        | JP62 (2 Wo.)JP |             |
| 2004 | Madara                                                                  | JP38 (2 Wo.)JP |             |
| 2004 | Tokyo saihan -Judgement Day-                                            | JP33 (2 Wo.)JP |             |
| 2004 | Disorder                                                                | JP19 (4 Wo.)JP |             |
| 2005 | Gama                                                                    | JP24 (3 Wo.)JP |             |
| 2006 | Nil                                                                     | JP4 (10 Wo.)JP |             |
| 2006 | Dainihon Itangeishateki Noumiso Gyaku Kaiten Zekkyou Ongenshuu          | JP34 (5 Wo.)JP |             |
| 2007 | Stacked Rubbish                                                         | JP3 (11 Wo.)JP |             |
| 2009 | Dim                                                                     | JP5 (9 Wo.)JP |             |
| 2011 | Traces Best Of 2005–2009                                                | JP19 (5 Wo.)JP |             |
| 2011 | Toxic                                                                   | JP6 (8 Wo.)JP |             |
| 2012 | Division                                                                | JP4 (8 Wo.)JP |             |
| 2013 | Beautiful Deformity                                                     | JP8 (7 Wo.)JP |             |
| 2015 | Dogma                                                                   | JP3 (8 Wo.)JP |             |
| 2017 | Traces Vol.2                                                            | JP8 (5 Wo.)JP |             |
| 2018 | Ninth                                                                   | JP3 (6 Wo.)JP |             |
| 2021 | Mass                                                                    | JP4 (4 Wo.)JP |             |
| 2022 | the GazettE 20th Anniversary Best Album Heterodoxy -Divided 3 Concepts- | JP23 (3 Wo.)JP |             |

### Singles
| Jahr | Titel Album                                                          | Höchstplatzierung, Gesamtwochen, AuszeichnungChartsChartplatzierungen (Jahr, Titel, Album, Platzierungen, Wochen, Auszeichnungen, Anmerkungen) | Anmerkungen |
| Jahr | Titel Album                                                          | JP | Anmerkungen |
| ---- | -------------------------------------------------------------------- | --- | ----------- |
| 2003 | Gozen 0-ji no Trauma Radio –                                         | JP273 (1 Wo.)JP |             |
| 2004 | Zakurogata no Yuuutsu –                                              | JP23 (2 Wo.)JP |             |
| 2004 | Zetsu –                                                              | JP24 (2 Wo.)JP |             |
| 2004 | Miseinen –                                                           | JP25 (2 Wo.)JP |             |
| 2004 | Dainippon Itangeishateki Noumiso Chuzuri Zecchou Zekkei Ongen Shuu – | JP102 (2 Wo.)JP |             |
| 2005 | Reila –                                                              | JP8 (7 Wo.)JP |             |
| 2005 | Cassis –                                                             | JP6 Gold (Mobile Downloads) · (10 Wo.)JP |             |
| 2006 | Regret –                                                             | JP9 (13 Wo.)JP |             |
| 2006 | Filth in the Beauty –                                                | JP5 (13 Wo.)JP |             |
| 2007 | Hyena –                                                              | JP4 (9 Wo.)JP |             |
| 2008 | Guren (紅蓮); Crimson Lotus –                                        | JP3 Gold (Mobile Downloads) · (13 Wo.)JP |             |
| 2008 | Leech –                                                              | JP2 (10 Wo.)JP |             |
| 2009 | Distress and Coma –                                                  | JP3 (8 Wo.)JP |             |
| 2009 | Before I Decay –                                                     | JP2 (6 Wo.)JP |             |
| 2010 | Shiver –                                                             | JP2 Gold (Mobile Downloads) · (13 Wo.)JP |             |
| 2010 | Red –                                                                | JP6 (9 Wo.)JP |             |
| 2010 | Pledge –                                                             | JP2 (8 Wo.)JP |             |
| 2011 | Vortex –                                                             | JP5 (7 Wo.)JP |             |
| 2011 | Remember The Urge –                                                  | JP6 (7 Wo.)JP |             |
| 2013 | Fadeless –                                                           | JP4 (6 Wo.)JP |             |
| 2015 | Ugly –                                                               | JP16 (5 Wo.)JP |             |
| 2016 | Undying –                                                            | JP10 (4 Wo.)JP |             |

### Videoalben
| Jahr | Titel | Höchstplatzierung, Gesamtwochen, AuszeichnungChartsChartplatzierungen (Jahr, Titel, Platzierungen, Wochen, Auszeichnungen, Anmerkungen) | Anmerkungen |
| Jahr | Titel | JP | Anmerkungen |
| ---- | --- | --- | ----------- |
| 2005 | Standing Tour 2005 Final                                                                                         | JP25 (2 Wo.)JP |             |
| 2006 | Standing Tour 2006 Nameless Liberty. Six Guns...                                                                 | JP9 (4 Wo.)JP |             |
| 2006 | Film Bug | JP10 (3 Wo.)JP |             |
| 2007 | Tour 2006–2007 Decomposition Beauty                                                                              | JP5 (6 Wo.)JP |             |
| 2008 | Tour 2007–2008 Stacked Rubbish Grand Finale                                                                      | JP3 (7 Wo.)JP |             |
| 2009 | Tour09-Dim Scene-Final at Saitama Super Arena                                                                    | JP13 (5 Wo.)JP |             |
| 2010 | Film Bug Ⅱ | JP7 (3 Wo.)JP |             |
| 2011 | The Nameless Liberty at 10.12.26 Tokyo Dome                                                                      | JP10 (6 Wo.)JP |             |
| 2013 | the GazettE 10th Anniversary The Decade Live at 03.10 Makuhari Messe                                             | JP4 (5 Wo.)JP |             |
| 2013 | the GazettE Live Tour 12–13【Division】Final Melt Live at 03.10 Saitama Super Arena                              | JP10 (3 Wo.)JP |             |
| 2014 | the GazettE World Tour 13 Documentary                                                                            | JP6 (3 Wo.)JP |             |
| 2014 | the GazettE Live Tour 13–14 [Magnificent Malformed Box] Final Coda Live at 01.11 Yokohama Arena (初回生産限定盤) | JP3 (4 Wo.)JP |             |
| 2016 | the GazettE Live Tour 15-16 Dogmatic Final – 漆黒-Live at 02.28 (国立代々木競技場第一体育館(初回生産限定盤))     | JP2 (3 Wo.)JP |             |
| 2017 | The Gazette World Tour 16 Documentary Dogmatic -Trois-                                                           | JP25 (1 Wo.)JP |             |
| 2018 | Halloween Night 17 The Dark Horror Show Spooky Box 2 -Abyss- Lucy- Live at 10.30 and 10.31 Toyosu Pit Tokyo      | JP10 (3 Wo.)JP |             |
| 2020 | 『Live Tour 18-19 The Ninth/Final「第九」Live at 09.23 Yokohama Arena』(初回生産限定盤)                          | JP15 (2 Wo.)JP |             |
| 2020 | Live in New York & World Tour 19 Documentary The Ninth [99.999]                                                  | — |             |
| 2024 | Live Tour 2022-2023 / Mass ’The Final’ Live At 07.15 Nippon Budokan                                              | JP5 (7 Wo.)JP |             |

### Alben
- 2004: Disorder
- 2005: Disorder (Reissue)
- 2006: Nil (*)
- 2007: Stacked Rubbish (*)
- 2009: Dim (*)
- 2011: Toxic (*)
- 2012: Division (*, in Europa via JPU Records)
- 2013: Beautiful Deformity (*)
- 2015: Dogma (*)
- 2018: Ninth (*)
- 2021: Mass

(*) erschien auch in Deutschland

### EPs
- 2003: 犯行声明文 (Hankou Seimeibun)
- 2004: 斑~Madara~蠡 (Madara)
- 2005: 蛾蟇 (Gama)
- 2005: 犯行声明文 (Hankou Seimeibun) (Reissue)
- 2005: 斑~Madara~蠡 (Madara) (Reissue)
- 2005: 蛾蟇 (Gama) (Reissue)

### Singles und Maxi-Singles
- 2002: 別れ道 (Wakaremichi)
- 2002: 鬼畜教師（32才独身）の悩殺講座 (Kichiku Kyoushi -Dokushin 32-sai Dokushin- no nousatsu kouza)
- 2002: Gozen 0-ji no Trauma Radio
- 2003: Cockayne Soup
- 2003: 悪友會～あくゆうかい～ (Akuyuukai)
- 2004: スペルマルガリィタ (Spermargarita)
- 2004: Zakuro kata no yuuutsu Zetsu Miseinen
- 2004: ザクロ型の憂鬱 (Zakuro kata no yuuutsu)
- 2004: 未成年 (Miseinen)
- 2004: 舐~zetsu~ (Zetsu)
- 2004: Jyu yon (14) sai no knife
- 2005: [reila] (Lesson. D, Lesson. O und Lesson. G)
- 2005: Chigire (CD – maxi-single)
- 2005: Zakuro kata no yuuutsu Zetsu Miseinen (Reissue)
- 2005: [reila] Lesson. D (Reissue)
- 2005: Cockayne Soup (Reissue)
- 2005: 悪友會～あくゆうかい～ (Akuyuukai) (Reissue)
- 2005: スペルマルガリィタ (Spermargarita) (Reissue)
- 2005: Cassis (A type und B type)
- 2006: Regret (-Optical Impression- und -Auditory Impression-)
- 2006: Filth in the Beauty (-Optical Impression- und -Auditory Impression-)
- 2007: Hyena (-Optical Impression- und -Auditory Impression-)
- 2008: 紅蓮 (Guren) (-Optical Impression- und -Auditory Impression-)
- 2008: Leech (-Optical Impression- und -Auditory Impression-)
- 2009: Distress and Coma (-Optical Impression- und -Auditory Impression-)
- 2009: Before I Decay
- 2010: Shiver (-Optical Impression- und -Auditory Impression- und -Limited Kuroshitsuji II Version-)
- 2010: Red (-Optical Impression- und -Auditory Impression-)[8]
- 2010: Pledge (-Optical Impression- und -Auditory Impression-)
- 2011: Vortex (-Optical Impression- und -Auditory Impression-)
- 2011: Remember the Urge (-Optical Impression und -Auditory Impression-)
- 2013: Fadeless (-Optical Impression und -Auditory Impression-)
- 2015: Ugly
- 2016: Undying
- 2021: Blinding Hope

### Videoalben
VHS
- 2002: Sentimental Onigokko (PV’s)
- 2002: Senchimentaru Video (PV’s)
- 2002: titre non défini (PV’s)
- 2002: Hyakkiyagyou (PV’s)

DVD
- 2004: Tokyo saihan ~Judgment Day~ 2004.01.16 Shibuya-Ax Live DVD (concert)
- 2004: 斑蠡〜Madara〜 (PV’s)
- 2004: 大日本異端芸者的全国巡礼単独公演［平成挽歌］[Dai Nihon itan geisha-teki zenkoku junrei tandoku kōen] Heisei banka 2004.04.23 Shibuya O-East (concert)
- 2005: Standing Tour 2005 Final ‹M.R.D› at 2005.04.17 Shibuya kokaido (concert)
- 2005: Tokyo saihan ~Judgment Day~ 2004.01.16 Shibuya-Aa Live DVD (Reissue) (concert)
- 2005: 大日本異端芸者的全国巡礼単独公演［平成挽歌］[Dai Nihon itan geisha-teki zenkoku junrei tandoku kōen] Heisei banka 2004.04.23 Shibuya O-East (Reissue) (concert)
- 2005: Standing Tour 2005 Final［M.R.D］at 2005.04.17 渋谷公会堂 [Shibuya kokaido] (concert)
- 2006: Film Bug I (PV’s)
- 2006: Standing Live Tour 2006［Nameless Liberty.Six Guns…］Tour Final-日本武道館-[Budokan] (concert)
- 2007: Tour 06–07［Decomposition Beauty］Final Meaningless Art That People Showed at Yokohama Arena (concert)
- 2008: Tour 07–08 Stacked Rubbish Grand Finale [Repeated Countless Error] in 国立代々木競技場第一体育館 [Kokuritsu Yoyogi Kyougijou] (concert)
- 2009: Tour 09 – [Dim Scene] – Final at Saitama Super Arena (concert)
- 2010: Film Bug II (PV’s)
- 2011: The Nameless Liberty at 2010.12.26 Tokyo Dome (concert)
- 2012: Tour 11–12 [Venomous Cell] Final Omega at 12.01.14 Yokohama Arena (concert)
- 2013: Tour 12–13 [Division] Final Melt at 03.10 Saitama Super Arena (concert)
- 2014: Tour 13–14 [Magnificent Malformed Box] Final Coda at 01.11 Yokohama Arena (concert)
- 2015: Standing Live Tour 14 Heresy Limited – 再 定 義
- 2016: The GazettE Live Tour 15-16 Dogmatic Final – Shikkoku – Live at 02.28 Kokuritsu Yoyogi Kyogijyo Dai Ichi Taiiku Kan (concert)
- 2018: Halloween Night 17 – The Dark Horror Show Spooky Box 2 – Abyss – Lucy

## Bücher
- 2005: Verwelktes Gedicht (photobook)
- 2006: Nil (score book)
- 2007: 第日本異端芸者的脳味噌逆回転 [Dai Nihon itan geisha-teki nōmiso gyaku kaiten] (score book)
- 2008: Stacked Rubbish (score book)
- 2009: Dim (score book)
- 2010: Guitar Book feat. Uruha & Aoi (guitar book)
- 2011: Bass/Drums Book feat. Reita & Kai (bass/drums book)
- 2012: Toxic (score book)
- 2012: Traces Best of 2005–2009 (score book)
- 2013: Decade (Foto+Dokubuch)
- 2013: Division (score book)

## Design-Projekte
Neben der Musik befassen sich die Bandmitglieder auch mit dem Designen von Schmuck und Accessoires. Begonnen hat dies Reita, der im Mai 2010 bereits seine dritte Kollaborations Linie mit Juwelier Deal Design herausbringen wird.
Andere Projekte umfassen Rukis Brillen Designs von [[Abnormal [Eye]Dentity]] und Lederdesigns mit Modern Pirates. Als Band haben the GazettE auch mit Kyotoer Juwelier Gem Cerey zusammengearbeitet. Ruki führte kurze Zeit die Kosmetikmarke Vital Material, von der er sich nach Unstimmigkeiten jedoch distanzierte.
Neben den Einzelprojekten führt die Band seit 2014 den Onlineshop Rad Market by Blackmoral. Dieser ist auch für internationale Fans online erreichbar. Bei einigen Produkten bedarf es zum Kauf allerdings eine Mitgliedschaft im Heresy-Fanclub.